# Alexander Stadium
L'Alexander Stadium est un stade d'athlétisme situé à Birmingham, au Royaume-Uni.

## Histoire
Inaugurée en 1976, l'enceinte accueille le siège de l'Association des athlètes amateurs d'Angleterre, l'organe dirigeant de l'athlétisme en Angleterre, ainsi que le club des Birchfield Harriers. Construit en 1975, et inauguré en 1976, il a une capacité de 12 700 spectateurs. 
Le Meeting de Birmingham se déroule à l'Alexander Stadium.

## Évènements
- Championnats d'Europe juniors d'athlétisme 1987
- Coupe d'Europe des nations d'athlétisme 1994
- British Grand Prix
- Championnats d'Europe d'athlétisme 2026